# Skansens bergbana

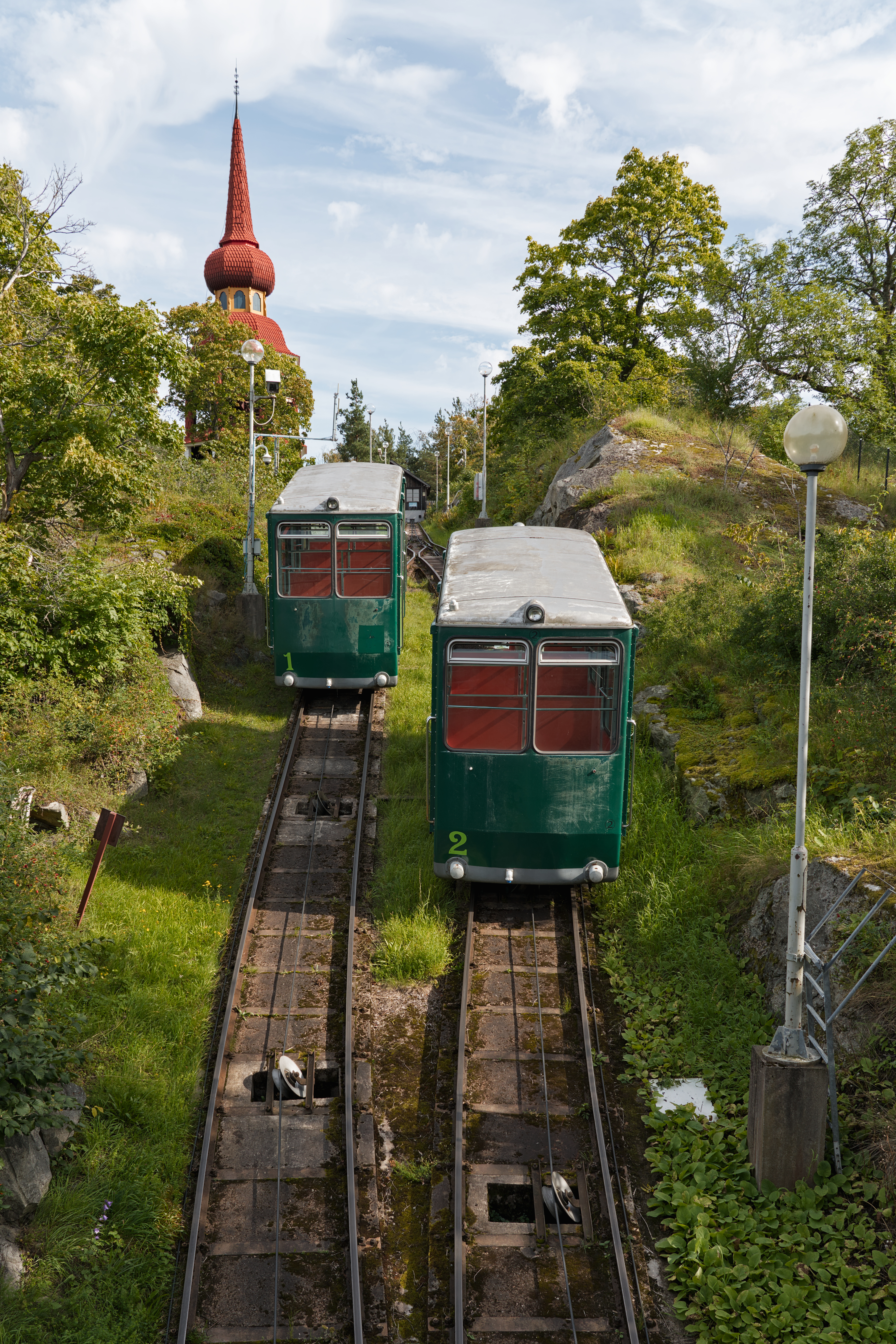
Skansens bergbana, mötesplats

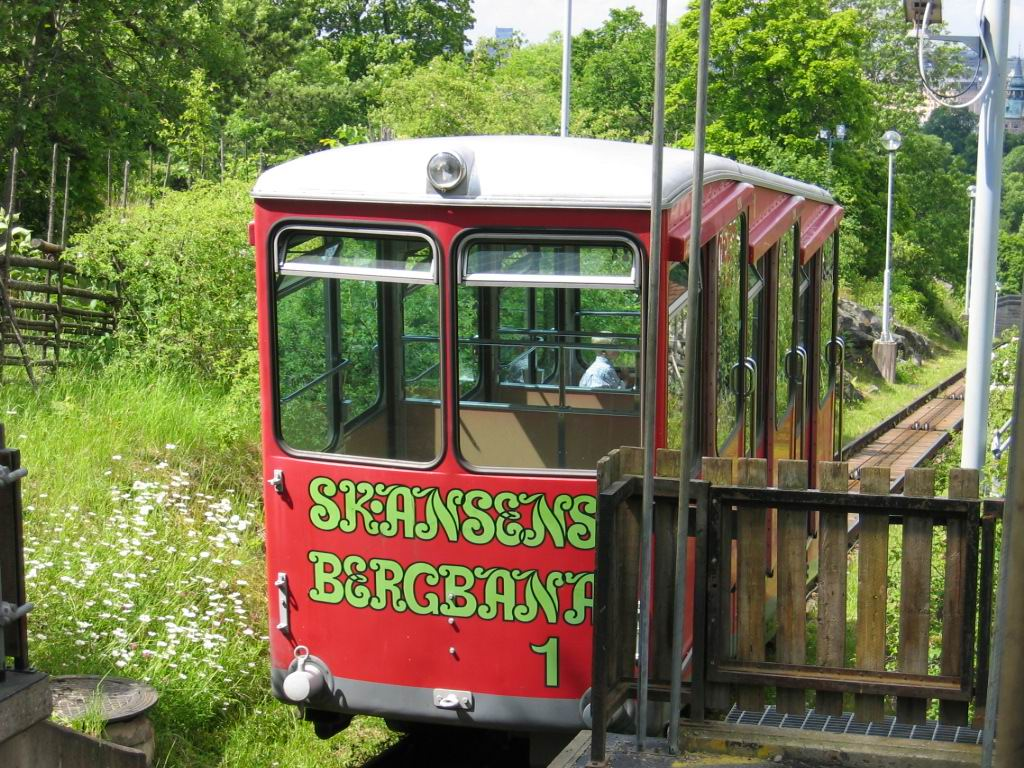
Skansens bergbana i 2005, övre station

Skansens bergbana är en bergbana i friluftsmuseet Skansen på Djurgården i Stockholm.
Banan är knappt 200 meter lång och går mellan Hazeliusporten och Tingsvallen/Bollnästorget på Skansenberget. Den byggdes ursprungligen 1897 till Allmänna konst- och industriutställningen, som ägde rum under några månader detta år. Första dagen i drift var den 15 maj 1897. Det var den schweiziska firman von Roll som stod för konstruktionen av banan. I slutet av 1950-talet stängdes banan för trafik, men öppnades åter 1973 efter att ha upprustats och är sedan dess i drift. 
Fram till 1940-talet var den öppen dagligen och efter det kördes den endast på sommaren. Idag körs den dagligen under sommaren men har även öppet under helger resten av året, bland annat under Skansens julmarknader som pågår under de fyra sista helgerna innan jul. 
För trafiken på bergbanan svarar två vagnar med plats för 45 passagerare vardera, resan tar 2 minuter och 48 sekunder i normaltempo vilket är 1,2 m/sekund. En resa med Bergbanan kostar 30 kronor upp och 20 kronor ner. På förmiddagar bemannas endast den nedre kuren och på eftermiddagarna båda kurerna av Transport- & Serviceenheten.
Fakta:
- Längd: 196,40 meter
- Höjd: 34,67 meter
- Maximal lutning: 24,7 %
- Maximal hastighet: 2,5 m/sek (är idag låst på 1,5 m/sek)
- Spår: Enkelspår med mötesplats
- Spårvidd: 1000 mm